# Jerry Yang (ondernemer)
Jerry Yang (traditioneel Chinees: 楊致遠; simpel Chinees: 杨致远; pinyin: Yáng Zhìyuǎn; Taipei, 6 november 1968) is een Amerikaans internetondernemer van Taiwanese komaf. Hij is de medeoprichter en voormalige CEO van Yahoo!
1. ↑  https://www.carnegie.org/awards/great-immigrants/2007-great-immigrants/.